# 鈴木敏弘
鈴木 敏弘（すずき としひろ、1960年4月27日 - ）は、日本のフリーアナウンサー。元ラジオ福島→テレビ静岡アナウンサー。

## 来歴・人物
静岡県浜名郡可美村（現浜松市中央区）出身。血液型B型。静岡県立浜松西高校卒業後、二浪を経て駒澤大学卒業。
1984年卒業時にアナウンサー採用試験に臨んだが全滅し、埼玉で椅子販売の営業を行っていたところ、3か月後に声がかかったラジオ福島に入社、アナウンサーとして活動。
1992年、テレビ静岡に移籍。渡辺雅彦に代わりスポーツ実況の主力として活動し、主にF1などのモータースポーツの実況として活動した。
2020年4月30日付で定年退職。5月1日よりフリーアナウンサーとして引き続き同局の番組を担当する。

## 担当番組

### 現在の担当番組
- スポーツ中継（サッカー、高校バレー、モータースポーツ、陸上競技など）

### 過去の担当番組
- ワールドカップバレー'95（フジテレビ）
- F1グランプリ
- フォーミュラ・ニッポン
- 富士登山駅伝総合実況
- ただいま!テレビ（天気コーナー）
- くさデカ（ナレーション）
- この他、2017年9月まではテレビ静岡送出の提供クレジットの提供読みをしていた。
- FNNテレビ静岡ニュース

### ラジオ福島時代の担当番組
- それいけAM!AM!こちら下荒子8番地